# Дарко Ф. Рибникар
Даворин Дарко Ф. Рибникар (Свилајнац, 16. мај 1878 — Бела Црква, 13. септембар 1914) био је српски новинар и главни и одговорни уредник листа Политика.

## Биографија
Рођен је у породици Рибникар 1878. године у Свилајнцу као најмлађи син др Фрање Рибникара (Словенца) и Милице (рођ. Срнић), Српкиње из Костајнице. Његова два брата били су Слободан и Владислав.
Школовао се у Свилајнцу и Београду. Дипломирао је право у Немачкој, у Берлину и у Јени. После очеве смрти, 1905. године, враћа се у Београд да помаже брату Владиславу у Политици.
Рибникар је постао главни и одговорни уредник Политике, али је био и специјални дописник у Румунији током Сељачке буне 1907. и током Фридјунговог процеса у Бечу 1909. године.
Као резервни официр српске војске, Рибникар је учествовао у оба балканска рата а (исто као и његов брат Владислав) два пута је тешко рањаван. Током аустроугарске инвазије на Србију 13. септембра 1914. године, Рибникар је погинуо у акцији од непријатељске гранате.
Сахрањен је у порти цркве Светог Георгија у Белој Цркви.
Његов најстарији брат Владислав (резервни официр и оснивач Политике) погинуо је дан касније такође од непријатељске гранате.

## Галерија
- Рибникаров гроб
- Рибникаров гроб